# Michael Schulien
Michael Schulien SVD (* 21. Mai 1888 in Losheim am See; † 4. Mai 1968 in Rom) war katholischer Ordenspriester, Ethnologe und Apostolischer Visitator für das Saarland in den Jahren 1948 bis 1956.

## Herkunft
Michael Schuliens Vater Jakob war ein engagierter Katholik, stammte aus Losheim am See im Nordsaarland, zog aber nach Altenkessel bei Saarbrücken, um als Bergmann zu arbeiten. Er ermöglichte es seinem Sohn Michael, in das Missionshaus der Steyler Missionare in St. Wendel einzutreten.

## Ausbildung bei den Steyler Patres
Michael Schulien trat 1901 in die zwei Jahre zuvor eröffnete St. Wendeler Ausbildungsstätte der Steyler Mission ein, an der die Schüler für das Priestertum vorbereitet wurden und die eine im Vergleich zu regulären Schulen gute Ausbildung ermöglichte. In einer Zeit als Kolonialmacht waren Sprach-, Geografie- und Naturwissenschaftskenntnisse für geplante Auslandseinsätze wichtig. Nach sechs Jahren wechselte Schulien in das Missionshaus St. Gabriel in Mödling bei Wien, in dem er ab dem 14. September 1908 Philosophie und Theologie studierte.
Er hatte dort erstmals Kontakt mit Pater Wilhelm Schmidt (SVD), einem bekannten Dozenten für Völkerkunde seiner Zeit. Dieser hatte in Mödling dafür gesorgt, dass das Studium der Missiologie durch die Fächer Linguistik und Ethnologie erweitert wurde. Am 29. September 1912 wurde Schulien zum Priester geweiht.

## Missionsdienst in Mosambik
Die Steyler Missionare war in der Sambesimission im portugiesischen Kolonialgebiet Mosambik tätig, nachdem Jesuiten dort ausgewiesen worden waren. Wie bei Missionaren zu damaliger Zeit üblich, nahm Schulien diese Tätigkeit ohne große Vorbereitungen auf. Im Herbst 1913 war er in Koalane in der Nähe von Quelimane, um die Leitung einer Katechisten-Schule vorzubereiten. Er lernte in dieser Zeit das Volk und die Sprache der Atchwabo kennen. Nach dem Kriegseintritt Portugals gegen Deutschland 1916 wurde Schulien interniert und später nach Portugal gebracht. Nach Kriegsende versuchte er, in die portugiesische Kolonie zurückzukehren, was ihm jedoch verwehrt wurde.

## In Deutschland
Schulien wurde in das Mutterhaus nach Steyl versetzt und übernahm dort im Jahr 1922 kurz die Leitung der Redaktion der Familienzeitschrift der Gemeinschaft, der Stadt Gottes. Im selben Jahr begann er in Leipzig an der dortigen Universität das Studium der Fächer Ethnologie, Religionswissenschaft und Linguistik und promovierte 1924 über die Initiationsriten der Atchwabo-Mädchen.

## Im Vatikan
Papst Pius XI. plante im Heiligen Jahr 1925 eine große Missionsausstellung. Für den ethnologischen Teil wurde eine Kommission unter Pater Wilhelm Schmidt beauftragt, der Michael Schulien zur Mithilfe nach Rom berief. Die Weltmissionsausstellung zeigte Zeugnisse aussterbender alter Kulturen und auch Exponate christlichen Glaubens. Schon nach zwei Monaten erklärte der Papst, im Lateran ein „Missionarisch-Ethnologisches Museum“ für die dauerhafte Ausstellung einrichten zu wollen. Pater Schulien übernahm dessen Ausgestaltung als Assistent Schmidts. Unter Schuliens Leitung gab das Museum die Fachzeitschrift Annali Lateranensi heraus (ab 1962 Annali del Pontificio Museo Missionario-Etnologico), am 19. Juni 1939 wurde Michael Schulien zum wissenschaftlichen Direktor des Museums ernannt. Des Weiteren lehrte er 1931 bis 1943 an der Hochschule des Laterans.
Er lehrte dann an der Päpstlichen Universität Urbaniana mit Vorlesungen über Vergleichende Religionswissenschaft und Afrikanische Linguistik. Es folgte 1938 die Berufung zum Gutachter und Berater der päpstlichen Kongregation für die Glaubensverbreitung.
Nach seiner Rückkehr aus dem Saarland berief ihn Papst Johannes XXIII. in die vorbereitende Kommission für Missionsfragen des Zweiten Vatikanischen Konzils.
Unter Papst Paul VI. wirkte er als Mitglied des Sekretariats für Nichtchristen.

## Apostolischer Visitator für das Saarland
Nach dem Zweiten Weltkrieg wurde 1947 aus der französischen Besatzungszone das überwiegend katholische Saarland herausgelöst. Erklärtes Ziel der französischen Besatzungsmacht war, ein eigenes Bistum aus den bisher zu Trier und Speyer gehörenden Territorien zu errichten. Schon 1923 war in der Französischen Nationalversammlung ein Saarbistum in der Diskussion.
Zwei von Pius XI. entsandte Visitatoren der Zwischenkriegszeit, Gustavo Testa und Giovanni Panico, wollten die organisatorische Verbindung des Saargebiets zu den deutschen Bistümern erhalten und nach dem Zweiten Weltkrieg die endgültige völkerrechtliche Klärung abwarten. Paris forderte jedoch die Einsetzung eines Ständigen Vertreters der Bischöfe von Trier und Speyer in Saarbrücken. So sollte ein erster Schritt zur Loslösung des Saarlandes von Deutschland gegangen werden.
Der Trierer Erzbischof Franz Rudolf Bornewasser sprach sich im Hirtenbrief vom Palmsonntag 1947 gegen einen Anschluss an Frankreich aus. Der Botschafter Frankreichs verhandelte daraufhin schleppend mit Giovanni Battista Montini (dem späteren Paul VI.) und Domenico Tardini über die Errichtung einer Apostolischen Administratur. Anfang 1948 war der Vatikan bereit mit Michael Schulien einen Saarländer in dieses Amt einzusetzen.
Am 12. Mai 1948 wurde Schulien von Papst Pius XII. jedoch nicht zum Administrator, sondern zum Apostolischen Visitator ernannt. Die Kirche betonte damit den vorläufigen Status an der Saar. Frankreich empfand dies als Niederlage. An den vorausgehenden Verhandlungen waren für das Staatssekretariat Montini beteiligt, sowie in Paris Angelo Roncalli, der Apostolische Nuntius (und spätere Papst Johannes XXIII.), die Schulien persönlich kannten.
Am 2. Juli 1948 trat Schulien den Dienst an und wurde von Ministerpräsident Johannes Hoffmann empfangen. Erst wohnte er an seiner alten Ausbildungsstätte im Missionshaus St. Wendel, ehe er Am Staden 16 in Saarbrücken ein von der saarländischen Regierung angemietetes Haus zur Verfügung gestellt bekam. Er nutzte einen Diplomatenwagen mit Vatikankennzeichen. Da er als Visitator keine administrative Gewalt ausüben konnte, konnte er mangels Amtskompetenzen nur beraten, beobachten und Bericht erstatten. Er vermittelte zwischen den Fronten in der Saarfrage, die auch durch Familien gingen. Als Völkerkundler vertrat er allerdings auch die Meinung, dass die Saarländer Deutsche seien und bleiben sollten.
Die Abstimmung am 23. Oktober 1955 zum zweiten Saarstatut ging zu Gunsten einer Wiedereingliederung des Saarlands in die Bundesrepublik aus. Das Saarland wurde Bundesland Deutschlands und verblieb kirchlich in den Diözesen Trier und Speyer. Ende September 1956 verließ daher Schulien das Saarland und kehrte nach Rom zurück, um dort seine Tätigkeit in der Kurie und im Missionsmuseum fortzusetzen. Die Wiedereröffnung des 1963 geschlossenen Museums als Sektion der Vatikanischen Museen konnte er nicht mehr miterleben. Schulien starb am 4. Mai 1968 und wurde im Vatikan auf dem Campo Santo Teutonico beigesetzt.